# Azpeitia
Azpeitia é um município da Espanha na província de Guipúzcoa, comunidade autónoma do País Basco, de área 69,39 km² com população de 14554 habitantes (2014) e densidade populacional de 202,54 hab./km².
Foi nesta localidade que nasceu Santo Inácio de Loyola e seu principal ponto turístico e de visitação da cidade é o Santuário de Loyola

## Demografia
| Variação demográfica do município entre 1991 e 2004 | Variação demográfica do município entre 1991 e 2004 | Variação demográfica do município entre 1991 e 2004 | Variação demográfica do município entre 1991 e 2004 |
| --------------------------------------------------- | --------------------------------------------------- | --------------------------------------------------- | --------------------------------------------------- |
| 1991                                                | 1996                                                | 2001                                                | 2004                                                |
| 13427                                               | 13536                                               | 13708                                               | 13857                                               |